# Benzodiazepini
Benzodiazepini su skupina lijekova koji se koriste u liječenju anksioznosti, nesanice i sličnih stanja povezanih sa živčanom napetošću.
Jedni su od najčešće propisivanih i zloupotrebljavanih lijekova te su često sastavni dio kućne ljekarne (tzv. "lijekovi za smirenje").

## Kemija
Osnova kemijske strukture je biciklički 1,4-benzodiazepinski prsten. 
 Benzodiazepini se međusobno razlikuju prema supstituentima koji su vezani na biciklički prsten. Postoje četiri glavna supstituenta koji se mogu modificirati bez gubitka aktivnosti (R1, R2, R2', R7). Oni utječu na jačinu, brzinu i duljinu djelovanja lijeka.
Prvi benzodiazepin, klordiazepoksid, sintetiziran je slučajno 1961. godine u laboratorijima tvornice Hoffman la Roche.

### Predstavnici
| Diazepam   | Oksazepam  | Lorazepam  | Bromazepam | Alprazolam |
| ---------- | ---------- | ---------- | ---------- | ---------- |
|            |            |            |            |            |
| Nitrazepam | Klonazepam | Flurazepam | Midazolam  |            |
|            |            |            |            |            |

## Djelovanje
Benzodiazepini su depresori središnjeg živčanog sustava. 

Učinak im je vrlo srodan njihovim prethodnicima - barbituratima, ali je slabiji i uz bolji farmakološki profil.
Pri niskim dozama općenito djeluju kao anksiolitici, a pri višim dozama kao sedativi i hipnotici.
Također imaju antikonvulzivno i miorelaksirajuće djelovanje te mogu uzrokovati anterogradnu amneziju.

### Mehanizam djelovanja
Benzodiazepini su pozitivni alosterički modulatori GABAA receptora.

GABAA receptor je spregnut s transmembranskim kanalom koji propušta kloridne ione u neuron svaki put kad se GABA veže na GABA receptor. Propuštanjem kloridnih iona u neuron dolazi do nastanka inhibicijskog signala, tj. neuron se hiperpolarizira.
Vezanjem za tzv. "benzodiazepinsko vezno mjesto" na GABAA receptoru, benzodiazepini povećavaju afinitet vezanja GABA-e za receptor, odnosno povećavaju učestalost otvaranja kloridnog kanala. 
 Drugim riječima - benzodiazepini pojačavaju inhibicijsko djelovanje GABA-e na središnji živčani sustav.

### Prednosti u odnosu na barbiturate
- Benzodiazepini imaju veliku terapijsku širinu, odnosno mogu se primjenjivati u širokom rasponu doza.
- Manje su toksični u odnosu na barbiturate, imaju manje nuspojava i stupaju u manje interakcija s drugim lijekovima.
- Manji je rizik od fatalnog predoziranja.
- U slučaju predoziranja, postoji specifični antidot (flumazenil).

## Primjena
Koriste se za simptomatsko liječenje anksioznosti, napadaja panike, nesanice, epilepsije, sindroma sustezanja od alkohola te bolova uzrokovanih mišićnom napetošću.
Pojedini benzodiazepini se koriste i kao uvod u anesteziju.
Često se zloupotrebljavaju u nemedicinske svrhe radi postizanja učinka sličnog alkoholnoj intoksikaciji.

## Ovisnost
Glavni nedostatak ovih lijekova je izazivanje navike, što u slučaju dugotrajne i česte primjene može prijeći u ovisnost. Rizik od navikavanja i ovisnosti raste s dozom i trajanjem liječenja. To se osobito odnosi na osobe sklone zlouporabi alkohola i drugih psihotropnih tvari.
Jednom kad se razvije fizička ovisnost, nagli prekid uzimanja dovodi do simptoma sustezanja. Neki od mogućih simptoma su glavobolja, bolovi u mišićima, napetost, nemir, ukočenost i drhtanje ekstremiteta, preosjetljivost na svjetlost, buku i fizički dodir itd. Također, nagli prekid liječenja može dovesti i do povratka liječenih simptoma u pojačanom intenzitetu (tzv. rebound učinak) - npr. anksioznost, nesanica. U najtežim slučajevima ustezanje od benzodiazepina može dovesti do epileptičnih napadaja, kome i smrti.
Od prvog izvještaja o epileptičnom napadaju zbog ustezanja od benzodiazepina 1961. godine, uslijedile su mnoge prijave slučaja. Epileptični napadaji zbog ustezanja od benzodiazepina moguća su posljedica svih vrsta benzodiazepina, onih s kratkim, srednjim i dugim poluživotom, ako se naglo prekinu. Napadaji se obično javljaju kod pacijenata koji su dugo uzimali ove lijekove i u velikim dozama. Iako su napadaji prijavljeni i kod ljudi koji su uzimali benzodiazepina manje od 15 dana te u terapeutskoj dozi.  Težina napadaja kreće se od jedne epizode do kome i smrti. Smanjivanje doze benzodiazepina može se postići brže u bolničkim uvjetima kod osoba koje uzimaju veliku dozu, ali mora se raditi sporije u ambulantnom okruženju kod korisnika terapijskih doza. Benzodiazepine withdrawal seizures and management PubMed

## Kontraindikacije
Benzodiazepini su kontraindicirani kod bolesnika s mijastenijom gravis, teške respiratorne insuficijencije te insuficijencije jetre.
Istodobna primjena benzodiazepina s drugim depresorima središnjeg živčanog sustava (npr. alkohol) pojačava njihov sedativni učinak, kao i rizik od respiratorne depresije (depresija disanja). 

Respiratorna depresija može biti po život opasno stanje te uzrokovati smrt zbog nedostatka kisika.
Unatoč tome, predoziranje benzodiazepinima rijetko završava smrću. Kao antidot se koristi flumazenil.

## Registrirani lijekovi u RH[3]
- Anksiolitici
  - Alprazolam (Helex, Misar, Xanax)
  - Bromazepam (Lekotam, Lexaurin, Lexillium)
  - Diazepam (Apaurin, Diazepam, Normabel)
  - Oksazepam (Oksazepam, Praxiten)
  - Lorazepam (Lorsilan)
- Hipnotici
  - Midazolam (Dormicum, Midazolam)
  - Nitrazepam (Cerson)
  - Flurazepam (Fluzepam)
- Antikonvulzivi
  - Klonazepam (Rivotril)